# المتراس (طرطوس)
المتراس قرية في منطقة صافيتا في محافظة طرطوس في سورية.
القرية ذات أغلبية سنية من أصول تركمانية، وهي تقع شمال غرب حمص في منطقة وادي النصاري بين قرى ذات أغلبية علوية أو مسيحية، وتتبع إدارياً لمحافظة طرطوس.
انضمت هذه القرية إلى ركب الثورة السورية ضد بشار الأسد، وإنشق الكثير من أبناءها من جيش النظام السوري بين عامي 2011 و2013, وقامت فيها مظاهرات عدة.
و لعبت لاحقا دورا في نقل المواد الغذائية والتموينية والخبز والطحين للقرى المنتفضة الثائرة على نظام بشار الأسد، مثل قريتي الزارة والحصن في وادي النصارى.
قامت قوات النظام السوري بمحاصرتها في 7-10-2013 وقصفها بالمدافع والدبابات، وإقتحمتها بأعداد كبيرة من شبيحة القرى العلوية الموالية للنظام والمجاورة لقرية المتراس، وذلك بعد حصول اشتباكات استمرت مدة ثلاث ساعات بين قوات النظام السوري وبعض شباب القرية المسلحين تسليحا بسيطا.
وقامت قوات النظام بارتكاب مجزرة طائفية بشعة بحق أهالي القرية وحرقت ودمرت الكثير من بيوتها.